# Classe de mer
Une classe de mer est une sortie scolaire, généralement de plusieurs jours, qui consiste pour une classe à découvrir la mer en se rendant sur le littoral avec des éducateurs.

## Historique
La classe de mer comme la classe verte sont mises en place sous le ministère de Jean Zay, dans les années 1930, sous le gouvernement de Léon Blum.  Après la guerre, dans les années 1960, Jacques Kerhoas relance l'idée.
La classe de neige est quant à elle créée en 1953 par Max Fourestier et Maurice David.